# Didelotia korupensis
Espèce
Didelotia korupensis est une espèce de plantes à fleurs du genre Didelotia et de la famille des Fabaceae. C'est un arbre tropical trouvé au Cameroun. 

## Description
C'est un arbre qui peut atteindre 15 mètres de haut avec un tronc souvent incliné.

## Distribution
Cette espèce a été découverte dans le parc national de Korup au Cameroun.